# Guidobald I Montefeltro
Guidobald I Montefeltro (Gubbio 17 de gener de 1472-Fossombrone 11 d'abril del 1508), va ser fill de Frederic III Montefeltro al que va succeir el 1482 i de Battista Sforza, la qual va morir en el part de Guidobald. Capità de l'exèrcit del rei de Nàpols el setembre del 1482.
El 1485 una butlla del Papa el va confirmar com a duc d'Urbino, vicari pontifici perpetu d'Urbino, Gubbio i Cagli, comte de Montefeltro, Massa Trabaria, Castel Durante i Mercatello sul Metauro, senyor i vicari pontifici de San Leo, Cantiano, Pergola, Sassocorvaro, Lunano, Montelucco, Fossombrone, Macerata Feltria, Maiolo, Sartiano, Torricella, Libiano, Rocchi, Maiano, Caioletto, Monte Benedetto, Pereto, Scavolino, San Donato, Ugrigno, Pagno, Pennabilli, Maciano, Pietrarubbia, Monte Santa Maria, Montedale, Castellina, Fossa, Ripamassana, Valle Avellana, San Giovanni, Auditore, Sasso, Torre, Piandicastello, Tavoleto, Gesso, Petrella i Certalto.
Capità de l'exèrcit del Papa el 1486. L'11 de febrer de 1489 es va casar amb Elisabetta Gonzaga, filla de Frederic I Gonzaga "il Gobbo", marquès de Màntua. Elisabetta va morir el 1526.
Capità de l'exèrcit del rei de Nàpols el març del 1494. Una altra butlla de 10 de març de 1494 li va donar la investidura com a senyor de Poggio dei Berni, que va cedir a la seva dona.
Capità de l'exèrcit de Florència l'abril de 1495, i de l'exèrcit del Papa altre cop el març de 1496, i després de l'exèrcit de Venècia l'abril de 1497 i governador general de l'exèrcit de la república sereníssima el 21 d'agost de 1497
L'abril del 1502, pressionat per les conquestes del duc Valentí (Cèsar Borja), va fugir a Màntua; va tornar als seus dominis l'octubre del mateix any amb intenció de recuperar els territoris per la força però va ser derrotat i va haver de tornar a l'exili fins que va poder tornar als seus antics dominis el 28 d'agost de 1503 a la mort del Papa Alexandre VI. General de l'Església el 15 de novembre del 1504.
El 15 de setembre de 1504 va ser nomenat governador general de les possessions del Papa a Romanya amb el títol de duc de Romanya
Va morir a Fossombrone l'11 d'abril del 1508 i va ser enterrat a l'església de San Bernardino d'Urbino.